# NGC 7421
NGC 7421 é uma galáxia espiral barrada (SBbc) localizada na direcção da constelação de Grus. Possui uma declinação de -37° 20' 42" e uma ascensão recta de 22 horas, 56 minutos e 54,6 segundos.
A galáxia NGC 7421 foi descoberta em 30 de Agosto de 1834 por John Herschel.